# اللجنة المنظمة لسباق الهجن (قطر)
اللجنة المنظمة لسباق الهجن هي الجهة التي تُنَظِم رياضة سباق الهجن في دولة قطر وتتبع لوزارة الرياضة والشباب. بدأت رياضة الهجن في دولة قطر بشكل أهلي في الأعياد الوطنية ومناسبات الزواج وكانت مصحوبة بإستعراضات من الفنون الشعبية والبدويّة ويرئاسها الشيخ حمد بن جاسم بن فيصل آل ثاني، وتجد هذه الرياضة اهتمام من قبل المواطنيين القطريين ولها دعم واهتمام من قبل أمير دولة قطر السابق الشيخ حمد بن خليفة آل ثاني والأمير الحالي لدولة قطر تميم بن حمد آل ثاني ويحرصان على حضور احتفالاتها ومهرجانات السباق فيها . تقدم اللجنة جوائز نقدية بألاف الدولارات وجوائز من السيارات من القطع الذهبية.

## البدايات
أقيم أول سباق في العام 1973 في منطقة الفرع التي تقع 9 كيلومترات غرب الشحانية، وشاركت فيه 300 من الأبل، في العام 1974 أقيم أول سباق في ميدان عام وكان في ميدان الريان.
في العام 1977 تم افتتاح ميدان لبرقة عام 1977 وكان أطول ميدان أقيم في دولة قطر بمسافه 16 كيلو متراً، حيث تم تنظيم السباقات رسمياً عليه وقد كان عدد الهجن المشاركة في الشوط الواحد ما بين 400 إلى 500 من الهجن، وحتى تلك اللحظة لم يكن التصوير تلفزيوني والفوتوغرافي جزء من تغطية السباق، واستمرت السباقات تقام علي هذا الميدان حتى أواخر عام 1989.
في عام 1987 فاز حمد بن سالم بن زهرة المري، بأول جائزة في المهرجان، وكانت عبارة عن سيارة مقدمة من الشيخ حمد بن خليفة آل ثاني، وفي العام 1989 فاز راشد بن مقارح المري بأول جائزة من القطع الذهبية.
في العام عام 1990 أُفتتح مضمار الشحانية بمسافات سباق 6,8,10 كيلومترات؛ وهو ميدان سباق متكامل به منصة رئيسية ومستشفى بيطري وعزب لإيواء الهجن.

## المنافسات
- مهرجان سيف صاحب السمو الأمير الوالد
- مهرجان السباق المحلي
- مهرجان المؤسس
- مهرجان أصايل المجاهيم
- مهرجان سباق الهجن العربية
- مهرجان تحدي قطر لدول مجلس التعاون الخليجي
- مهرجان الرّاكب البشري التراثي ويعد من المهرجانات ذات الجماهير الكثيرة.

## الرّاكب الآلي
كانت رياضة سباق الهجن تعتمد على الرّاكب البشري ودائماً كان من الأطفال، ولكن بعد التقارير التي إتهمت الرياضة بإستغلال الأطفال في هذه الرياضة، تحولت رياضة سباق الهجن في دولة قطر في العام 2004 إلى استخدام الرّاكب الآلي، وهو جهاز صنعته شركة سويسرية لدولة قطر بقيمة قاربت مليوني دولار، ويمكن لأصحاب الهجن أن يوجهوا الهجن عن طريق التحكم من بعد من خلال الذبذبات الالكترونية والصوت.

## أنواع الهجن فيقطر
- الهجن القطرية العمانية
- الهجن السودانية وتمتاز بالخفة والسرعة.

## وصلات خارجية
- موقع لبرقة
- صحيفة العرب القطرية 4 / 3 / 2015م
- صحيفة الوطن القطرية